# Giovanni Miccoli (Ruderer)
Giovanni Miccoli (* 24. Dezember 1963 in Triest) ist ein ehemaliger italienischer Ruderer. Er gewann bei Weltmeisterschaften eine Silber- und eine Bronzemedaille.

## Sportliche Karriere
Der 1,96 Meter große Giovanni Miccoli nahm 1985 mit dem Achter an den Weltmeisterschaften in Hazewinkel teil. Agostino Abbagnale, Sergio Caropreso, Antonio Maurogiovanni, Alfredo Bollati, Giovanni Miccoli, Maurizio Donna, Annibale Venier, Pasquale Marigliano und Steuermann Siro Meli gewannen Silber hinter dem Boot aus der Sowjetunion und vor dem Boot aus den Vereinigten Staaten. Im Jahr darauf siegten die Australier bei den Weltmeisterschaften 1986 vor den Booten aus der Sowjetunion und aus den Vereinigten Staaten, dahinter belegten die Italiener den vierten Platz. 1987 siegte bei den Weltmeisterschaften in Kopenhagen der Achter aus den Vereinigten Staaten vor dem Boot aus der DDR und den Italienern mit Ettore Bulgarelli, Giuseppe Di Palo, Antonio Baldacci, Piero Carletto, Giovanni Miccoli, Alfredo Bollati, Annibale Venier, Franco Zucchi und Steuermann Paolo Trisciani. Im gleichen Jahr trat Miccoli im Vierer mit Steuermann bei der Universiade in Zagreb an und ruderte auf den zweiten Platz. Bei den Olympischen Spielen 1988 in Seoul belegte der italienische Vierer mit Steuermann mit Giuseppe Carando, Leonardo Massa, Antonio Maurogiovanni, Giovanni Miccoli und Steuermann Dino Lucchetta den zehnten Platz.